# Max Schneller
Max Schneller (* 15. Januar 1886 in Wiltauten, Ostpreußen; † 25. Mai 1948) war ein deutscher SS-Führer, zuletzt im Rang eines SS-Gruppenführers.
In seiner Jugend schlug Schneller die Laufbahn eines Marineoffiziers ein. Schneller trat 1930 der NSDAP (Mitgliedsnummer 341.750) bei. 1931 trat er in die SS ein (SS-Nr. 6.659), in der er seit 1933 dem Stab der SS-Gruppe Ost, respektive des SS-Oberabschnitts Ost mit Sitz in Berlin angehörte. Er wurde schnell befördert, Anfang Februar 1934 zum SS-Sturmbannführer (Major), im April des gleichen Jahres zum Obersturmbannführer sowie im Zusammenhang mit dem Röhm-Putsch zum SS-Standartenführer (Oberst). 
Vom 14. November 1939 bis zum 8. Mai 1945 war Schneller Ständiger Stellvertretender Führer des SS-Oberabschnitts Spree in Berlin, d. h. als De-facto-Befehlshaber der SS in diesem Gebiet. Offizieller Befehlshaber dieses Oberabschnitts war nach wie vor, wie seit 1933, der Obergruppenführer Sepp Dietrich, der dieses Amt als Kommandeur der Leibstandarte SS Adolf Hitler jedoch nur nominell wahrnehmen konnte. Im weiteren Verlauf des Krieges war Schneller zudem als Höherer SS- und Polizeiführer für die Gebiete Berlin, Mark Brandenburg und Wehrkreis III zuständig. Schließlich wurde Schneller zuletzt am 20. April 1943 zum SS-Gruppenführer befördert.